# Jakub Puretz
Jakub Puretz – polski Żyd, fotograf.

## Życiorys

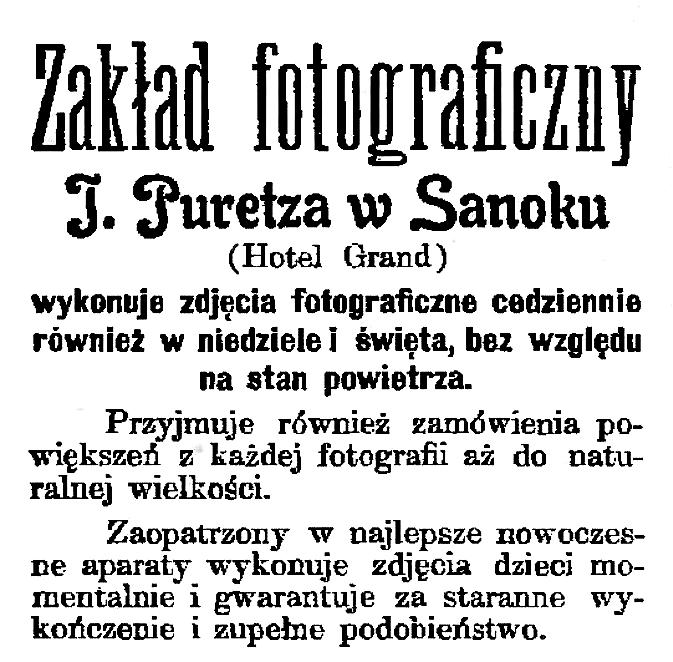
Ogłoszenie reklamowe Jakuba Puretza w prasie z 1904

Jakub Puretz na przełomie XIX/XX wieku prowadził zakład fotograficzny w Sanoku (według zapewnienia reklamowego był wyposażony w najlepsze nowoczesne aparaty), zlokalizowany w Hotelu Grand, który istniał przy ulicy Zamkowej. W 1910 został odznaczony wielkim złotym medalem na międzynarodowej wystawie modernistycznej sztuki i przemysłu w Londynie. Zakład fotograficzny w Sanoku prowadził zarówno w okresie zaboru austriackiego w ramach autonomii galicyjskiej, jak i po odzyskaniu przez Polskę niepodległości w okresie II Rzeczypospolitej. Jego atelier uchodziło za renomowane w mieście. W zakładzie Puretza kształcił się późniejszy fotograf sanocki, Franciszek Strachocki. Poza zakładem w Sanoku przed 1939 prowadził także filię w pobliskim Lesku.
Na przełomie XIX/XX wieku był urzędnikiem założonego w 1894 Towarzystwa Kredytowego i Oszczędności w Sanoku. Zasiadał w radzie nadzorczej żydowskiego stowarzyszenia „PARD” (Przemysł Artystyczny i Domowy) w Sanoku. Przy C. K. Sądzie Obwodowego w Sanoku został wybrany przysięgłym zastępcą na rok 1913.
Zamieszkiwał w Sanoku przy ulicy Jagiellońskiej 49. Miał dzieci: Józefa (ur. 1904), Stefanię (ur. 1906 lub 1907), Zygmunta (ur. 1910), Henryka (ur. 1909).